# Paris Photo
Paris Photo est une foire d'art internationale consacrée à la photographie ancienne et contemporaine qui se tient chaque année à Paris au mois de novembre depuis 1997.
Elle rassemble les principales galeries d'art photographique et éditeurs de livres de photographie français et européens.
Depuis 2011, elle se tient au Grand Palais.
En 2018, elle innove avec une section consacrée à la Photographie érotique.

## Histoire
La foire est créée en 1997 par Rik Gadella, un éditeur d'art, qui veut en faire un des principaux rendez-vous internationaux de la photographie historique et contemporaine, dans toutes ses dimensions, de la pratique documentaire à la pratique artistique. L'événement est racheté en 2002 par la société Reed Expositions (en) France, qui l'organise depuis.
La première édition rassemble 60 exposants venus de 12 pays. Jusqu'en 2010, la foire se déroule au Carrousel du Louvre.  Depuis 2011, l'exposition a lieu au Grand Palais. Cet événement réunit galeristes, éditeurs et collectionneurs. La foire devient le numéro un mondial dans sa spécialité. 
En 2013, Paris Photo Los Angeles est créé. Cette foire a lieu dans les studios de la Paramount, mais cette édition américaine prend fin en 2015.
Les directeurs successifs de l'événement sont : Rik Gadella, Valérie Fougeirol de 2002 à 2008, Guillaume Piens de 2009 à 2010, Julien Frydman de 2011 à 2014, Florence Bourgeois/Christoph Wiesner à partir de 2015.

## Éditions successives

### Édition 2011
Cette édition se tient du 10 au 13 novembre, et le déménagement au Grand Palais est un succès, avec plus de galeries (surtout dans la photographie contemporaine), des allées plus larges, des stands plus spacieux et plus de visiteurs :a fréquentation est en hausse de 30 %, avec 50 000 visiteurs. Par contre, la lumière des verrières oblige les galeries à protéger les tirages anciens. La photographie africaine est à l'honneur cette année-là. 

### Édition 2012
La 16e édition de Paris Photo est inaugurée par la ministre de la Culture et de la Communication, Aurélie Filippetti. Selon les organisateurs, l'édition 2012 accueille 54 157 visiteurs, 128 galeries, 23 libraires et éditeurs représentant 22 pays. Le succès de 2011 est confirmé. L'installation au Grand Palais en 2011 a transformé l'événement. « Quand je suis venu il y a treize ans, le public était surtout intéressé par une photographie assez classique, par des tirages modernes et anciens », indique le galeriste Jérôme de Noirmont, qui précise : « aujourd'hui, on y trouve aussi les collectionneurs d'art contemporain. ». Paris Photo rassemble ainsi le public de ces deux marchés. Pour Justine Durrett, « Le marché de la photographie approche peut-être de l'âge adulte. Avant, les artistes contemporains, pour être reconnus, prenaient leurs distances avec l'histoire de la photographie. Aujourd'hui, l'héritage est assumé. ».

### Édition 2013
Une édition américaine de Paris Photo se tient pour la première fois, du 25 au 28 avril 2013, aux studios Paramount à Los Angeles, et y rassemble 13 500 visiteurs. L'édition parisienne de Paris Photo se tient du 14 au 17 novembre 2013 au Grand Palais.

### Édition 2014
La 18e édition confirme à Paris le succès de cette manifestation avec près de 60 000 visiteurs, et des prix records lors de la vente des œuvres exposées. Près de 200 photographes viennent y dédicacer leur dernier ouvrage, de Martin Parr à William Klein, en passant par Raymond Depardon et Richard Prince. Plusieurs galeristes font le choix d'organiser leur stand autour d’un thème, d’un artiste, ou d'un format, donnant des repères aux visiteurs et limitant le foisonnement. L'édition américaine réunit 16 000 visiteurs.

### Édition 2015
L'année 2015 est une série noire. À Los Angeles, il est annoncé que la troisième édition est la dernière, les ventes étant insuffisantes. À Paris, l'édition 2015 se tient du 12 au 15 novembre 2015 au Grand Palais. Mais en raison des attentats du 13 novembre à Paris, le salon est fermé les 14 et 15 novembre, malgré un bon début les 12 et 13.

### Édition 2016
Pour cette 20e édition, le nombre d'exposants (183, dont 153 galeries et 30 éditeurs) est multiplié par 3 par rapport à la toute première édition de 1997. 30 pays sont représentés pour 12 en 1997.

### Édition 2017
Elle a eu lieu en novembre.

### Édition 2018
Elle est programmée du 8 au 11 novembre avec une nouvelle section consacrée à la Photographie érotique.

### Édition 2023
Elle est programmée du 9 au 12 novembre au Grand Palais Éphémère.